# Ibis żółtoszyi
Ibis żółtoszyi (Threskiornis spinicollis) – gatunek ptaka z rodziny ibisów (Threskiornithidae). Występuje w Australii, większość populacji skupiona jest w stanie Wiktoria. Poza sezonem lęgowym pojawia się też na Nowej Gwinei, zalatuje też na Tasmanię i wyspy Cieśniny Bassa. Nie jest zagrożony wyginięciem.
Niegdyś ibis żółtoszyi umieszczany bywał w monotypowym rodzaju Carphibis (Reichenbach, 1853). Ze względu na niedostateczne różnice morfologiczne względem przedstawicieli Threskiornis w 1970 David Holyoak zasugerował włączenie go do tego rodzaju. Ibisy żółtoszyje są średniej wielkości w porównaniu do innych ibisów. Długość ciała wynosi 59–76 cm, masa ciała – 1150–1570 g. Samce są większe od samic. U dorosłych osobników głowę i górną część szyi pokrywa naga czarna skóra; młode tracą upierzenie głowy w 3. lub 4. roku życia. Część szyi, spód ciała i ogon mają białe. U nasady szyję porastają niemal białe pióra, niżej kolorystycznie zlewają się z ozdobnymi podobnymi do słomy piórami. Od nich wziął się epitet gatunkowy ibisa żółtoszyjego (spinicollis – z łaciny spinus oznacza cierń, zaś człon -collis – „-szyi”) oraz angielska nazwa zwyczajowa („Straw-necked Ibis”). Uwagę obserwatora u lecącego ptaka zwraca kontrast tworzony przez czarne i białe części upierzenia.
Nie wyróżnia się podgatunków. Ibisy żółtoszyje występują w Australii. Większość populacji skupiona jest w stanie Wiktoria, choć obserwowano ptaki tego gatunku w każdym z sześciu stanów. Najwięcej kolonii i zarazem najliczniejsze kolonie w latach 90. XX wieku mieściły się na południe od równoleżnika 26°S. Omijają jedynie pustynny interior wyspy. Poza sezonem lęgowym ibisy żółtoszyje pojawiają się też na Nowej Gwinei, a w 1984 doniesiono o gniazdowaniu w dawnym Irianie Zachodnim. Zalatują na Tasmanię i wyspy Cieśniny Bassa. Środowiskiem ich życia są uprawy, pastwiska, obszary nawadniane, otwarte lasy i suche tereny trawiaste. W porównaniu do innych australijskich ibisów stosunkowo często pojawiają się daleko od mokradeł. Żywią się głównie owadami (w tym szkodnikami upraw), ponadto zjadają pajęczaki, słodkowodne raki i ślimaki.
Okres lęgowy zmienny w zależności od regionu występowania. Wpływ na niego ma stan wód, a w terenach zalanych całorocznie – prawdopodobnie temperatura. Na południowym zachodzie kontynentu występuje w miarę stała pora rozrodu, lęgi trwają od sierpnia do grudnia. Gniazda budowane są na krzewach, wśród nadbrzeżnej roślinności lub na ziemi. Mają formę płytkich misek zbudowanych z patyków i roślin wodnych. Zniesienie liczy od 2 do 5 jaj. Wysiadywanie trwa 3,5 tygodnia. Młodymi zajmują się obydwoje rodzice. Po 4 tygodniach są w pełni opierzone. Po lęgach szybko występuje znacząca dyspersja polęgowa, młodociane osobniki samotnie wędrują i obserwowane są w nietypowych dla gatunku środowiskach. Przez IUCN ibis żółtoszyi klasyfikowany jest jako gatunek najmniejszej troski (LC, Least Concern) nieprzerwanie od 1988 (stan w 2019). Przekształcanie środowiska przez człowieka działa na populację dwojako. Osuszanie bagien celem uzyskania terenów pod uprawy czy wypas pozbawia je środowiska odpowiedniego do gniazdowania, lecz korzystają na przykład na budowie tam i powstawaniu zbiorników retencyjnych oraz na nawadnianiu upraw.

## Taksonomia
Po raz pierwszy gatunek formalnie opisał Robert Jameson w 1835 na łamach „Edinburgh New Philosophical Journal”. Holotyp pochodził z okolic rzeki Murray w Nowej Południowej Walii. Autor nadał nowemu gatunkowi nazwę Ibis spinicollis. Wcześniej w 1824 ibisa żółtoszyjego opisał John Latham, jednak nie nadał mu nazwy naukowej i zostawił jedynie zwyczajową, „New-Holland Ibis” (współcześnie niestosowaną). Charakterystykę oparł o dwa okazy, samca z kolekcji Williama Bullocka i samicę ze zbiorów H. Brogdena.
Obecnie (2019) Międzynarodowy Komitet Ornitologiczny umieszcza ibisa żółtoszyjego w rodzaju Threskiornis. Nie wyróżnia podgatunków, podobnie jak autorzy HBW. Gregory Macalister Mathews opisał w 1912 podgatunek T. s. fitzroi, którego przedstawicieli wyróżniać miały mniejsze rozmiary ciała. U ibisów żółtoszyich zróżnicowanie w wielkości ciała występuje jednak w zależności od płci ptaka, nie zaś rejonu występowania. Holotyp tego nieuznawanego podgatunku przechowywany jest w Amerykańskim Muzeum Historii Naturalnej (Nowy Jork) AMNH531116. James Greenway odnotował, że Mathews wspomniał o krótszym skrzydle u ptaka tego podgatunku, jednak nie wspomniał o pierzeniu, które wówczas przechodził.
Bywa umieszczany w monotypowym rodzaju Carphibis, opisanym przez Reichenbacha w 1853. Główną cechą różniącą ibisa żółtoszyjego od pozostałych Threskiornis jest brak ozdobnych piór wyrastających z okolic lotek II rzędu. David Holyoak wymienił ich jeszcze kilka, lecz uznał za niewystarczająco znaczące, by pozwolić wyodrębnić ibisa żółtoszyjego. W 1970 zasugerował włączenie go do Threskiornis. W listopadzie 2016 obserwowano w dorzeczu rzeki Lachlan (Nowa Południowa Walia) młodocianego osobnika z cechami mieszanymi ibisa czarnopiórego (T. molucca) i żółtoszyjego. Choć donoszono o hybrydyzacji w niewoli, to na wolności tylko raz odnotowano wcześniej potencjalnego mieszańca, w 1983. W przeciwieństwie do obserwacji z 2016 nie udokumentowano jej jednak zdjęciami, więc brak pewności co do gatunku ptaka. Miał on czarny ogon nieobecny u żadnego z dwóch ibisów, więc mógł to być okaz z aberracjami barwnymi, nie mieszaniec.
Epitet gatunkowy spinicollis pochodzi z łaciny; spinus oznacza cierń, zaś człon -collis – „-szyi” (collum – „szyja”). W języku angielskim ibis żółtoszyi nosi nazwę straw-necked ibis, czasem zapisywaną bez myślnika (strawnecked ibis). Nawiązuje ona do charakterystycznych żółtych, pozbawionych chorągiewek piór wyrastających z przodu szyi i piersi, które przypominają słomę (ang. straw). Popularnie nazywany bywa również black... lub black-and-white ibis, choć pod nazwą black ibis występuje inny gatunek, ibis czarny (Pseudibis papillosa; właściwa nazwa angielska red-naped ibis).

## Morfologia
Długość ciała wynosi 59–76 cm, masa ciała – 1150–1570 g (1150–1320 g u samic, 1400–1570 g u samców), rozpiętość skrzydeł – 100–120 cm. To średniej wielkości ibis. Dymorfizm płciowy przejawia się w wymiarach – samce są większe oraz w jednym z elementów upierzenia. Poniżej przedstawiono wymiary szczegółowe dla okazów muzealnych podane w milimetrach. Autorzy nie doprecyzowali sposobu mierzenia dzioba.
|                  | n | Samce       | n | Samice      |
| ---------------- | - | ----------- | - | ----------- |
| Długość skrzydła | 8 | 364–415     | 7 | 351–375     |
| Długość dzioba   | 8 | 158,2–179,8 | 6 | 133,4–142,2 |
| Długość ogona    | 7 | 130–152     | 7 | 126–142     |
| Długość skoku    | 8 | 83,6–102    | 7 | 75,4–83,2   |

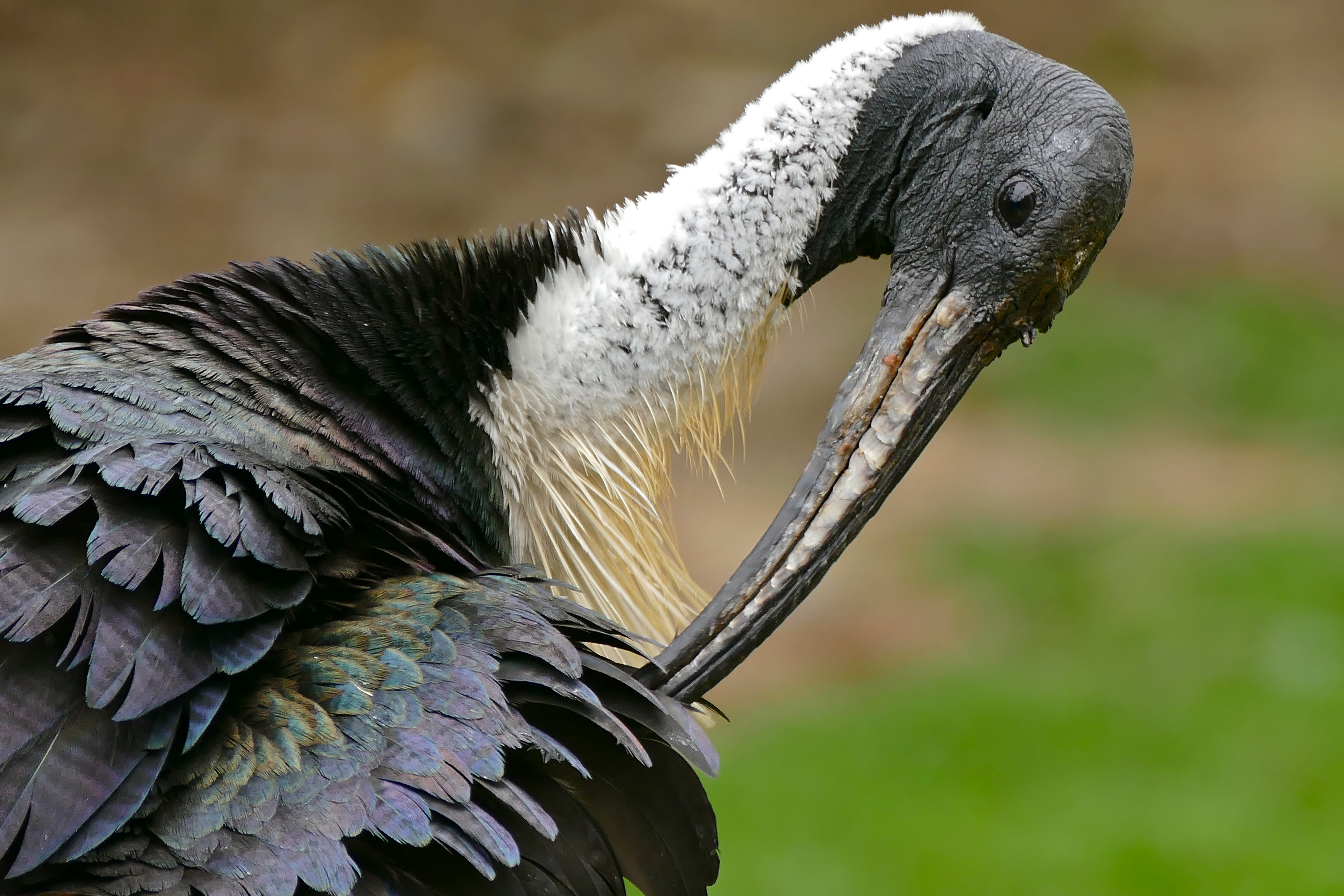
Czarna naga skóra na głowie występuje wyłącznie u dorosłych osobników

U dorosłych grzbiet i skrzydła są czarne z zieloną opalizacją. Część szyi, spód ciała i ogon mają barwę białą, co w locie daje mocny kontrast. Ogon ma kształt prostokątny, skrzydła długie i szerokie. Tuż poniżej głowy po bokach i nasadzie szyja zmienia ubarwienie na głównie białe, następnie zlewając się kolorystycznie ze sztywnymi słomkowymi pióra odstającymi z niższej części szyi. U samic w ich miejscu występuje pas ciemnych piór. Przez spód skrzydła przebiega biały pasek. U innych ibisów rodzaju Threskiornis w podobnym miejscu – wzdłuż krawędzi skrzydła – znajduje się pas nagiej skóry. Głowa, grzbiet szyi i gardło nagie, czarne. Dziób długi i zagięty, czarny. Tęczówka brązowa. Stopy i niższa część nóg czarne, w wyższej części nogi różowawe lub czerwonawe. Po bokach ciała występują połacie nagiej czarnej skóry.
Samce są większe od samic. Według McKilligana (1975) różnica w długości dzioba u samców i samic jest statystycznie istotna i pozwala na odróżnienie płci ptaka z bliskiej odległości w terenie. W okresie zalotów i lęgów nogi przybierają barwę od różowej po ciemnoczerwoną, opalizacja na wierzchu ciała przybiera na sile, a podobne do źdźbeł słomy pióra osiągają maksymalną długość. Nagi obszar za okiem oraz po bokach piersi (blisko lotek III rzędu) w sezonie lęgowym zmienia barwę z czarnej na czerwoną.
Osobniki młodociane wyróżniają się opierzonymi głowami i ogólnie bardziej matowym upierzeniem niż u ptaków dorosłych. Na czarnych piórach brak połysku. Broda i tył szyi są czarne, nogi i stopy – popielate. Utrata upierzenia głowy i rozwój ozdobnych piór następuje w 3. lub 4. roku życia. Wcześniej mają tylko kilka krótkich żółtych piór na szyi. Tęczówka osobników młodocianych ma kolor umbry. Dziób jest ciemnobrunatny z jasnoszarą końcówką. Nogi ciemnoszare. U młodych brakuje nagich plam po bokach piersi.

## Zasięg występowania
Zasięg występowania ibisów żółtoszyich obejmuje Australię. Większość populacji jest, wedle danych z początku lat 90. XX wieku, skupiona w stanie Wiktoria. W pozostałych stanach występują nielicznie, choć stwierdzano je w każdym z sześciu. Przynajmniej w 1975 ibisy żółtoszyje były prawdopodobnie nieobecne w pustynnym interiorze Australii. Jest to obszar leżący mniej więcej na południe od równoleżnika 20°S i między południkami 121°E i 136°E. Na początku lat 90. XX wieku kolonie występowały częściej i z większą liczbą osobników na południe od równoleżnika 26°S. W zachodniej i południowo-wschodniej Australii populacje lęgowe pooddzielane są pustyniami. Poza sezonem lęgowym występują również na Nowej Gwinei. Niekiedy pojawiają się na Tasmanii i na wyspach Cieśniny Bassa, gdzie po raz pierwszy odnotowano je w 1895. W 1984 doniesiono o gniazdowaniu w południowo-wschodnim Irianie Zachodnim, co znacząco poszerzyło znany zasięg lęgowy gatunku. Wcześniej długo wiadomo było, że ibisy żółtoszyje odwiedzały również ten region w porze suchej. Wówczas nad Cieśniną Torresa widywano stada liczące 50–100 osobników. Znajdywano też utopione stada.
Jako gatunek introdukowany figuruje na liście ptaków Wielkiej Brytanii. W 2007 według British Ornithologists' Union Records Committee (BOURC) miał status E – sporadycznie pojawiają się uciekinierzy z niewoli. Zalatują na Lord Howe (jeden osobnik obserwowany w latach 1971–1973) i Norfolk (pierwsze stwierdzenie w 1961)

## Ekologia i zachowanie

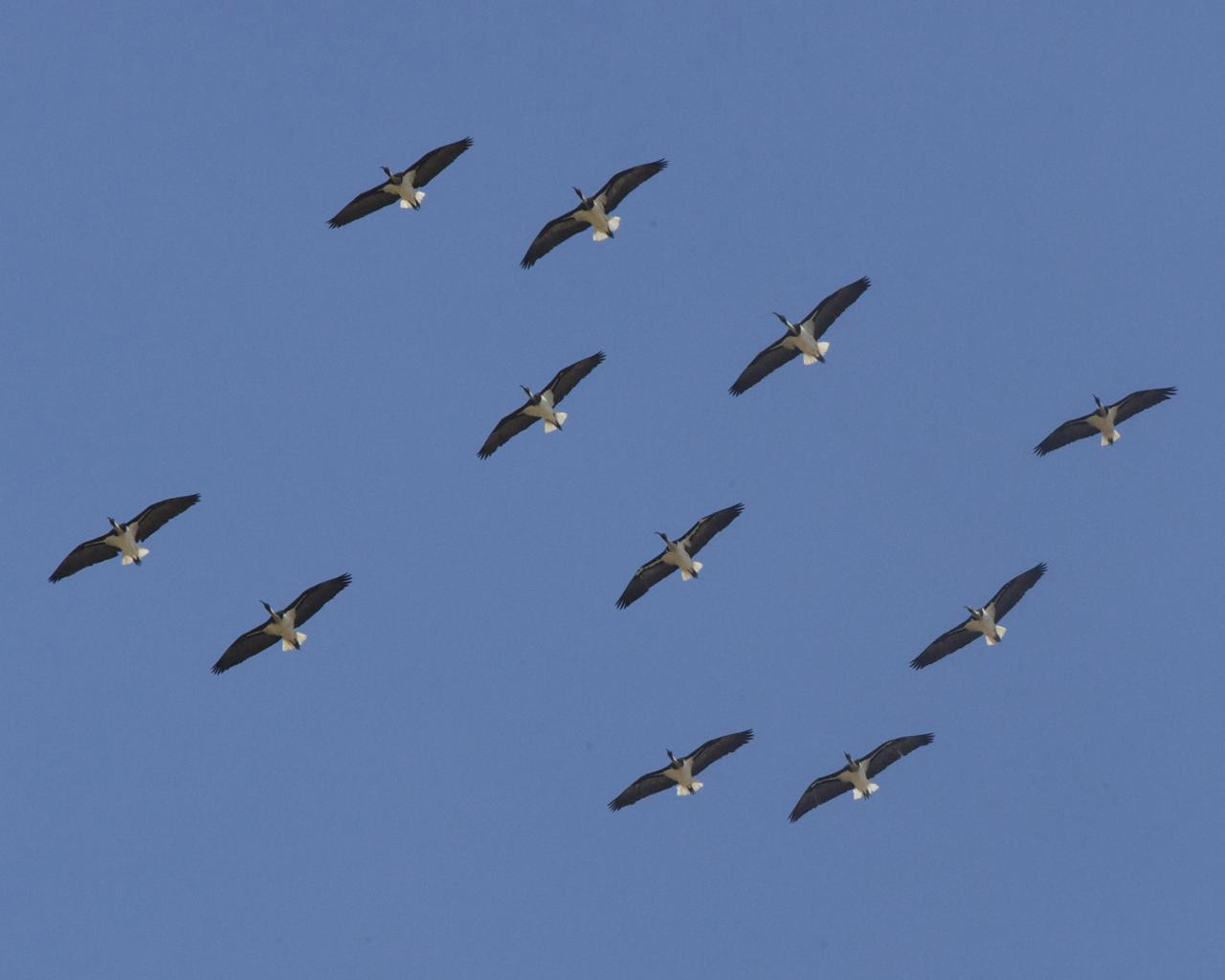
Grupa ibisów żółtoszyich w Terytorium Północnym. Gniazduje tam stosunkowo niewiele osobników; większość populacji skupiona jest w Wiktorii

Środowiskiem życia ibisów żółtoszyich są pastwiska, tereny upraw, obszary poddawane nawadnianiu, otwarte lasy i suche tereny trawiaste, nierzadko daleko od mokradeł. W porównaniu do innych australijskich ibisów żółtoszyje częściej są spotykane w suchych środowiskach. Według Carricka, przez cztery lata badającego zwyczaje żywieniowe ibisów żółtoszyich i ibisów czarnopiórych (T. molucca) we wschodniej Australii, 75,2% żerujących osobników przebywało w środowisku umiarkowanie wilgotnym, 14% – w wodnym. U ibisów czarnopiórych było to odpowiednio 64,2% i 25,2%. Na północy kontynentu szczególnie często są one użytkowane poza okresem lęgowym. Unikają obszarów porośniętych gęstą trawą i zadrzewień o gęstym podszycie. Nie spotyka się ich także w środowiskach nadmorskich. Typowymi żerowiskami tych ibisów są obszary trawiaste, w tym parki miejskie i skraje dróg, bagna, tereny upraw tuż po zbiorach. W przeciwieństwie do ibisów czarnopiórych żółtoszyje nie szukają pokarmu na wysypiskach śmieci. 
Możliwe, że są przyciągane przez plagi owadów, choć brak dowodów na ograniczanie ich. Podążają za pożarami. Nieprzewidywalne warunki panujące w Australii często wymuszają na ibisach żółtoszyich nomadyczny tryb życia. Ten był przedmiotem badań z wykorzystaniem telemetrii satelitarnej. Dorosła samica o przydomku Grace w październiku 2016 przemieściła się z Macquarie Marshes na odległość 400 km do Murrumbidgee. Następnie Grace wróciła w okolice Macquarie, a w połowie stycznia 2017 wyruszyła na północ i na początku maja 2017 dotarła do Townsville, ponad 1200 km dalej.
Przez większość roku dominującą czynnością jest żerowanie, zajmujące do 75% dnia. Celem minimalizowania czasu poświęconego na przemieszczanie się ibisy żółtoszyje wybierają na miejsca odpoczynku drzewostany czy wysokie eukaliptusy, w pobliżu żerowisk i wodopojów. Są towarzyskie. Samotnikami są głównie w pełni wyrośnięte młodociane osobniki, które mogą wędrować w poszukiwaniu pożywienia w nietypowych środowiskach. W kolonii dzień spędzają razem w określonym miejscu w jej obrębie. Podczas żerowania zdarzają się obserwacje grup liczących setki osobników. Na nocny spoczynek ibisy żółtoszyje łączą się w stada liczące 10–350 sztuk. W trakcie przelotów na większe odległości tworzą V-kształtne formacje. Latają wysoko, z wyciągniętą szyją. Pielęgnują upierzenie dziobem, jedynie głowę i szyję drapią stopami. Kąpią się zanurzając spód ciała w płytkiej wodzie, szybko ochlapują się, wstają i otrzepują z nieco podniesionymi skrzydłami. Na ziemi mogą odpoczywać siedząc na skokach i z częściowo rozłożonymi skrzydłami. Ibisy żółtoszyje przeważnie milczą, odzywają się głównie w koloniach lęgowych. Ich głosy opisywane są jako przypominające pomruki, ostre kaszlnięcia, przeciągły skrzekot i szczekanie.

### Pożywienie
Pożywieniem ibisów żółtoszyich są głównie owady – chrząszcze, prostoskrzydłe, gąsienice, zarówno słodko-, jak i słonowodne. Ponadto zjadają pajęczaki, słodkowodne raki Cherax i ślimaki. Ich dieta jest dość zróżnicowana. W porze suchej zjadają więcej chrząszczy i pajęczaków, a prócz tego łapią niewielkie jaszczurki. Do lat 90. XX wieku dokładnemu badaniu skład pożywienia ibisa żółtoszyjego poddali Carrick
(1959), Cowling (1974) i McKilligan (1975). Carrick badania prowadził we wschodniej Australii, łącznie ustalając zawartość żołądków 162 okazów. Pod względem sztuk zdobyczy najliczniej reprezentowane były świerszczowate (Gryllidae; 31,9%), gąsienice (17,6%), chrząszcze (Coleoptera; łącznie ze wszystkich rodzin i stadiów 16,9%) i szarańczowate (Acrididae; 13%). Najpowszechniejszą zdobyczą były biegaczowate (Carabidae), Acrididae i pajęczaki, obecne w żołądkach połowy zbadanych ptaków; świerszcze i płazy bezogonowe znaleziono u 40% okazów, a gąsienice – u blisko ⅓. Autorzy monografii poświęconej pożywieniu ptaków Australii (1989) wskazują również na pokarm roślinny – nasiona cibor (Cyperaceae) i traw (Poaceae), aczkolwiek dotychczas wspominało o nich tylko jedno źródło.

### Lęgi
Pora lęgowa wysoce zmienna, duży wpływ na nią ma stan wód. Na całorocznie zalanych mokradłach decydującym czynnikiem może być temperatura. Bardziej stała pora rozrodu ustalona jest na południowym zachodzie kontynentu, gdzie lęgi trwają od sierpnia do grudnia. O podobnym czasie lęgi odbywają się w Australii Południowej i Wiktorii. Na Terytorium Północnym rozród trwa od stycznia do marca, lecz odbywa się na bardzo niewielką skalę. Przeciwnie twierdzą autorzy HBW, według których na północy Australii lęgi trwają cały rok. Rozród rozpoczyna się kilka miesięcy po rozpoczęciu pory deszczowej, inaczej niż u ibisów czarnopiórych, gdzie jest to sam jej początek. Niekiedy gniazdowanie rozpoczyna się zbyt późno i stan wód obniża się; wówczas ibisy żółtoszyje porzucają lęg.
Gniazda budowane są w niskich krzewach lub w dobrze osłoniętych szuwarach na wyspach. Przykładowo mogą lęgnąć się wśród Duma florulenta, ponikła (Eleocharis) i pałek (Typha). W lesie Barmah-Millewa zaobserwowano ibisy gniazdujące licznie w sitach Juncus ingens. Czasem przy braku stosownej roślinności ibisy żółtoszyje gniazdują na ziemi, niekiedy w naniesionych przez wodę odpadkach. Jeśli zakładają gniazdo w sitowiu, to wydeptują okoliczną roślinność, tworząc z niej prostą platformę. Gniazdo ma kształt płytkiej miseczki. Budulec stanowią patyki i rośliny wodne. Chociaż ibisy żółtoszyje odpoczywają na drzewach, to najprawdopodobniej nie wykorzystują ich do gniazdowania. Tworzą kolonie lęgowe, niekiedy z ptakami innych gatunków; wówczas można znaleźć zaledwie kilka par tych ibisów wśród ibisów czarnopiórych i czapli. Spośród wszystkich australijskich ptaków wodnych ibisy żółtoszyje tworzą najliczniejsze kolonie. Zdarzają się takie złożone z kilkudziesięciu tysięcy par, na początku XXI wieku największa znana liczyła 200 tys. par. W 1983 na jeziorze Narran (Nowa Południowa Walia) mieściła się kolonia ibisów żółtoszyich i czarnopiórych złożona z 400 tys. par. Mogą przejmować gniazda ibisów czarnopiórych, gdy ich młode je opuszczą. Przynajmniej do 1992 nic nie było wiadomo na temat zalotów u ibisów żółtoszyich, podobnie jak o ich zachowaniu się w gnieździe.
Zniesienie liczy od 1 do 4 jaj (według innego źródła 2–5). Skorupka jest matowobiała, wraz z postępem inkubacji szybko pokrywa się brązowymi plamami. 14 jaj zbadanych przez Marchanta i Higginsa miało wymiary 61,4–69,1 na 42,4–47,0 mm. Schonwetter (1967) dla nieokreślonej liczby jaj podał więcej parametrów: 57,5–70,0 na 38,6–48,0 mm (średnio 64,8 na 44 mm), średnia masa jaja: 67 g. W gniazdach badanych przez Lowego przeciętne gniazdo w jednym roku zawierało 2 jaja (średnia 2,29), w następnym również, przy średniej 2,42. W sezonie 2016–17 w dorzeczu Murray-Darling średnia liczba jaj wyniosła 2,4.

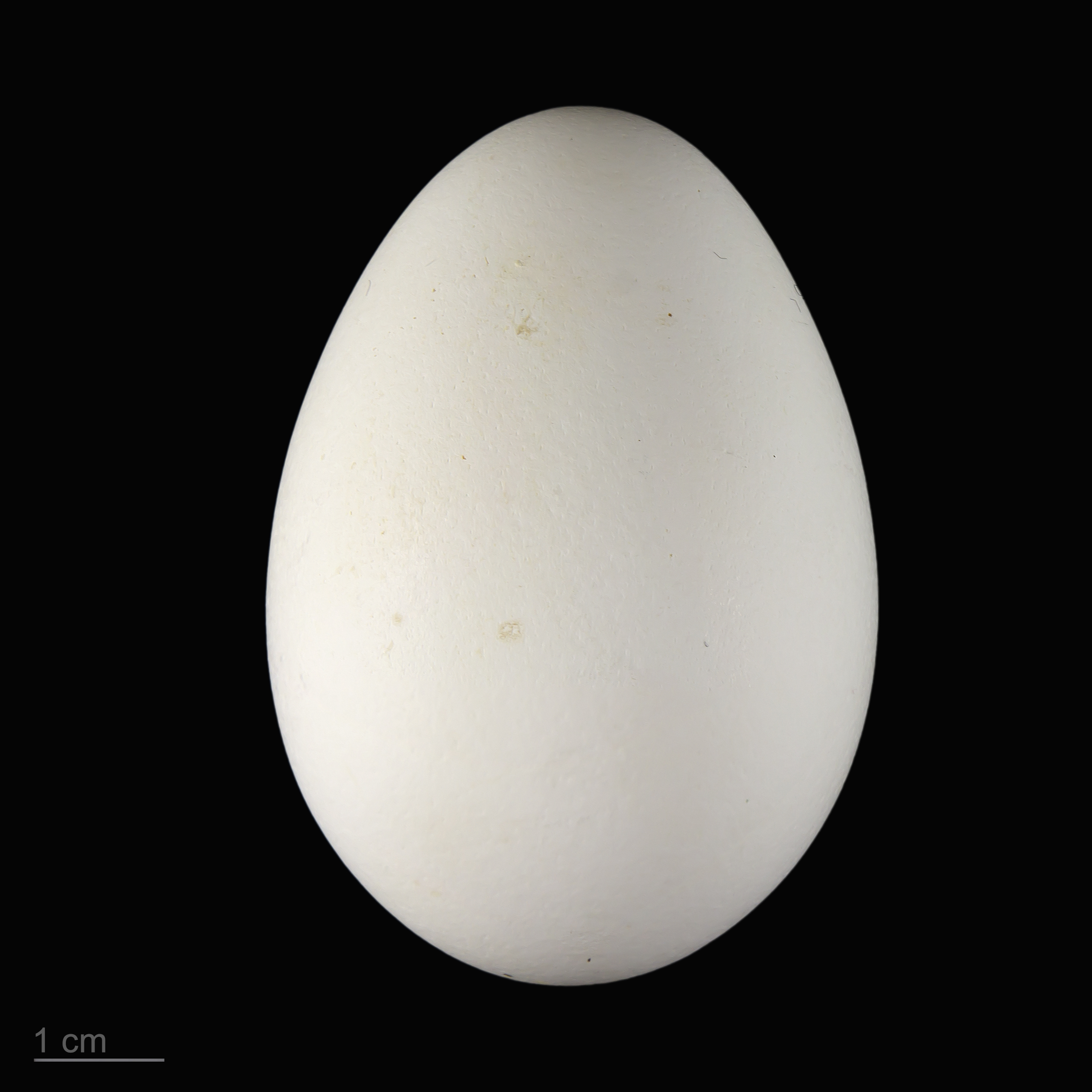
Jajo ibisa żółtoszyjego

Inkubacja trwa około 3,5 tygodnia; jest to informacja pochodząca z 1962 i przynajmniej przez kolejnych 30 lat nie pojawiły się nowe informacje o długości wysiadywania. Wysiadywanie rozpoczyna się przed zniesieniem wszystkich jaj, o czym świadczy asynchroniczne klucie. Młode klują się pokryte czarnym puchem. Są w pełni opierzone 4 tygodnie po wykluciu. Opiekują się nimi obydwa ptaki z pary. Otrzymują zwracany pokarm, karmione są w ten sposób jeszcze do 2 tygodni po opuszczeniu gniazda. Wpływ drapieżnictwa na młode ibisy żółtoszyje nie jest znaczący, jednak sukces lęgowy zależy od dostępności pożywienia i w razie jego niedostatku dorosłe osobniki porzucają młode. W badanych przez Lowego gniazdach jednego roku opierzyły się 52 młode ze 112 zniesień. W sezonie 2016–17 w dorzeczu Murray-Darling opierzenia dożyło około 90% młodych. Badacze ocenili zaangażowanie w opiekę nad lęgiem jako przeciętne w porównaniu do warzęch królewskich (Platalea regia) i ibisów czarnopiórych (na drugim miejscu po warzęsze). Występuje dyspersja polęgowa, młodociane osobniki szybko podejmują dalekie wędrówki, spotykane są niemal na całym kontynencie.

### Drapieżniki, pasożyty i choroby
Ibisy żółtoszyje odnotowywano wśród zdobyczy kani złotawych (Haliastur sphenurus; młodociane i padlina) i orłów australijskich (Aquila audax). W koloniach zagrożenie stanowią lisy rude (Vulpes vulpes). Dodatkowo utrudniają prowadzenie badań ze względu na rozwlekanie trucheł, niekiedy wraz z nadajnikami doczepionymi do ptaków.
W dwóch koloniach mieszczących się około 150 km na północ i 200 km na południe od Perth oszacowano odsetek zakażonych pierwotniakami Giardia ptaków na 70%. Gatunek zidentyfikowano jako Giardia ardeae. Zbadano również dogorywające ptaki, u których zakażenie Giardia objawiało się brakiem ucieczki przed człowiekiem, osłabieniem, niedorozwojem i hipotermią. U 4-miesięcznego osobnika żyjącego w zoo w Kansas City stwierdzono sarkocystozę, nie ustalono gatunku Sarcocystis za nią odpowiadającego. Ibis ten umarł 16 dni po rozpoczęciu hospitalizacji z podejrzeniem urazu głowy, wcześniej doświadczając ataksji, zaburzeń propriocepcji i braku apetytu. Z tkanki podskórnej okolic kloaki ibisa żółtoszyjego wyizolowano roztocza Neottialges plegadicola Fain, 1966 (Hypoderatidae, Acariformes) w stadium hypopus. W sezonie 2016/2017 w kolonii w Macquarie Marshes istotną przyczyną śmiertelności był botulizm.

## Status i zagrożenia
IUCN uznaje ibisa żółtoszyjego za gatunek najmniejszej troski (LC, Least Concern) nieprzerwanie od 1988 (stan w 2019). Kolonializm przyczynił się do poszerzenia bazy środowiskowej ibisów poprzez wycinkę lasów i zadrzewień oraz osuszanie bagien pod pastwiska i uprawy. Korzystają również z obszarów nawadnianych oraz ze zbiorników retencyjnych. W terenach służących im za ostoje w porze suchej zdaje się nie być zagrożeń dla tych ptaków. Zagrożenie niesie jednak dalsze osuszanie bagien i kontrola powodzi, jako że ibisy żółtoszyje polegają na mokradłach w porze lęgowej. Niektóre z mokradeł będących dawnymi miejscami gniazdowania zostały zniszczone wskutek wypalania roślinności, zmiany zasolenia wód, wydobywania wód podziemnych i opanowania przez rośliny inwazyjne. 
Według Waterbird Population Estimates w 2011 roku populacja ibisa żółtoszyjego mogła wynosić około 1 mln osobników lub więcej. Brakowało jednak danych do dokładnego oszacowania, jako że nie prowadzono badań w terenach suchych. Trend liczebności populacji oceniono na prawdopodobnie spadkowy. BirdLife International wymienia 18 ostoi ptaków IBA, w których stwierdzono ibisy żółtoszyje.

### Znaczenie dla człowieka
W czasach historycznych ibisy żółtoszyje odgrywały ważną rolę w życiu Aborygenów australijskich jako źródło pożywienia. Rolnicy z suchszych terenów uznają te ptaki za pożyteczne ze względu na zjadanie przez nich szkodników, między innymi szarańczy Chortoicetes terminifera. Carrick w latach 60. XX wieku podkreślał rolę ibisów jako charakterystycznego elementu obszarów rolniczych, stawów i estuariów. Twierdził, że Australijczycy cenią te ptaki między innymi ze względów estetycznych, a potencjalne działania mogące im zaszkodzić są oprotestowywane.